# ماساهيكو كيمورا
ماساهيكو كيمورا (باليابانية: 木村政彦؛ بالكانا: きむら まさひこ) كان لاعب الجودو الياباني والذي يعتبر واحدا من أعظم لاعبي الجيدو في العالم.

## روابط خارجية
- ماساهيكو كيمورا على موقع JudoInside.com (الإنجليزية)
- ماساهيكو كيمورا على موقع CageMatch worker (الإنجليزية)